# SN 1976H
SN 1976H – niepotwierdzona supernowa odkryta 24 października 1976 roku w galaktyce IC 1801. W momencie odkrycia miała maksymalną jasność 15,00m.